# Rezolucja Rady Bezpieczeństwa ONZ nr 61
Rezolucja Rady Bezpieczeństwa ONZ nr 61 została uchwalona 4 listopada 1948 w trakcie 377 sesji Rady Bezpieczeństwa ONZ.
Rada Bezpieczeństwa postanowiła, że Rezolucja nr 54 z dnia 15 lipca 1948 i Rezolucja nr 50 z dnia 29 maja 1948 pozostają w mocy, w celu osiągnięcia w przyszłości spokojnej sytuacji w Palestynie.
Przypomniano, że w dniu 19 sierpnia 1948 przyjęto Rezolucję nr 56 zakazującej wszystkim stronom naruszania zawieszenia broni, podejmowania działań odwetowych lub represyjnych przeciwko drugiej stronie, i podejmowania działań, które umożliwiłyby któreś ze stron osiągnięcie korzyści wojskowych lub politycznych poprzez naruszenie rozejmu.
Przypomniano, że przyjęta w dniu 29 maja Rezolucja nr 50 mówiła, że jeśli rozejm zostanie naruszony lub odrzucony przez jedną lub obie strony, wówczas sytuacja w Palestynie może być ponownie rozpatrzona w ramach VII Karty Narodów Zjednoczonych.
Rada Bezpieczeństwa brała pod uwagę wniosek Mediatora Organizacji Narodów Zjednoczonych przekazany w dniu 26 października rządowi Egiptowi i tymczasowemu rządowi Izraela, który był wynikiem przyjętej w dniu 19 października Rezolucji nr 59, i wzywała zainteresowane rządy do:
1. wycofania swoich sił na pozycje zajmowane w dniu 14 października. Ustanowiono Mediatora ONZ osobą upoważnioną do wyznaczenia tymczasowych linii, poza które nie mogły odbywać się ruchy wojsk;
2. ustalenia na drodze negocjacji prowadzonych bezpośrednio między stronami, lub poprzez pośredników ONZ, stałych linii rozejmu oraz neutralnych stref zdemilitaryzowanych, które miały okazać się pomocne dla zachowania całkowitego przestrzegania rozejmu w regionie. W przypadku braku porozumienia, stałe linie i strefy neutralne miał ustalić Mediator ONZ.

Rada Bezpieczeństwa powołała komisję składającą się z pięciu stałych członków Rady oraz Belgii i Kolumbii, by zapewnić organ doradczy dla Mediatora Narodów Zjednoczonych w odniesieniu do jego obowiązków wynikających z niniejszej rezolucji w przypadku, gdyby jedna ze stron lub obie odmówiły podporządkowania się punktom (1) i (2) w terminie wyznaczonym przez Mediatora. Komisja byłaby także organem doradczym dla Rady w sprawie podejmowania dalszych środków, jakie należałoby podjąć na podstawie VII Karty Narodów Zjednoczonych.
Rezolucja została przyjęta większością głosów - 9. członków za, 1. przeciwko (Ukraińska Socjalistyczna Republika Radziecka), i 1. wstrzymał się od głosowania (ZSRR).